# کوئنکا د کامپس
کوئنکا د کامپس (به اسپانیایی: Cuenca de Campos) یک شهرستان در اسپانیا است که در فهرست دهستان‌های بالادولید واقع شده‌است.

## خصوصیات
کوئنکا د کامپس ۴۷٬۹۳ کیلومترمربع مساحت و ۲۲۷ نفر جمعیت دارد و ۷۷۵ متر بالاتر از سطح دریا واقع شده‌است.